# Polaroid (canción)
«Polaroid» es una canción del DJ británico y productor discográfico Jonas Blue, el cantante británico Liam Payne y la cantante canadiense Lennon Stella. Se lanzó el 5 de octubre de 2018 a través de Virgin EMI Records, como el octavo sencillo del álbum debut de Blue, Blue . También se incluye en el álbum de estudio debut de Payne LP1.

## Recepción crítica
Broadway World calificó la canción como «una porción de pop de R&B enviada por el cielo repleta de un coro verdaderamente himno y un ritmo irresistible». Idolator sintió que la canción tenía una «producción brillante», un «coro irresistible», y que Payne y Stella tienen «voces llamativas y químicas».

## Vídeo musical
El vídeo musical de «Polaroid» se estrenó el 19 de octubre de 2018. El video muestra a una pareja que se enamora después de tomar una foto de Polaroid juntos, y también presenta las apariciones de los tres artistas. Billboard comentó que el video da vida a la «canción de baile romántica».

## Posicionamiento en listas
| Listas (2018-2019)                          | Mejor posición |
| ------------------------------------------- | -------------- |
| Bélgica (Ultratop 50) Flanders              | 29             |
| Bélgica (Ultratop 50) Wallonia              | 47             |
| Canadá (Hot Canadian Digital Songs)         | 50             |
| Croacia (HRT)                               | 21             |
| Escocia (Official Charts Company)           | 3              |
| Eslovaquia (Radio Top 100)                  | 12             |
| Eslovenia SloTop50                          | 29             |
| Estados Unidos (Dance Club Songs)           | 1              |
| Estados Unidos (Hot Dance/Electronic Songs) | 16             |
| Francia (SNEP)                              | 183            |
| Grecia (International Digital Singles)      | 90             |
| Hungría (Single Top 40)                     | 23             |
| Irlanda (IRMA)                              | 22             |
| Israel (Media Forest)                       | 1              |
| Japón (Japan Hot 100)                       | 63             |
| Letonia (Latvijas Top 40)                   | 31             |
| México Inglés Airplay (Billboard)           | 48             |
| Nueva Zelanda Hot Singles (RMNZ)            | 16             |
| Países Bajos (Dutch Top 40)                 | 20             |
| Países Bajos (Single Top 100)               | 92             |
| Reino Unido (UK Singles Chart)              | 12             |
| República Checa (Singles Digitál Top 100)   | 87             |
| Suiza (Schweizer Hitparade)                 | 96             |

## Certificaciones
| País (organismo certificador) | Certificación | Unidades certificadas |
| ----------------------------- | ------------- | --------------------- |
| Canadá (Music Canada)         | Oro           | 40 000                |
| Italia (FIMI)                 | Oro           | 25 000                |
| Reino Unido (BPI)             | Oro           | 400 000               |

## Historial de lanzamiento
| País   | Fecha                | Formato                     | Discográfica | Ref   |
| ------ | -------------------- | --------------------------- | ------------ | ----- |
| Varios | 5 de octubre de 2018 | Descarga digital, Streaming | Virgin EMI   | [ 2 ] |